# N.S.S.V. Don Quichote
N.S.S.V. Don Quichote is een Nederlandse studentenschermvereniging gevestigd in Nijmegen. De vereniging is aangesloten bij de Koninklijke Nederlandse Algemene Schermbond (KNAS) en de Nijmeegse Studenten Sport Raad (NSSR).
De vereniging werd opgericht in 1941. Sinds de jaren 1960 heeft de vereniging haar thuisbasis in het sportcentrum van de Radboud Universiteit Nijmegen. De vereniging is genoemd naar de hoofdpersoon in de roman De vernuftige edelman Don Quichot van La Mancha, geschreven door Miguel de Cervantes.

## Organisatie
Het doel van de vereniging is om de schermsport aan te bieden aan studenten in Nijmegen en omstreken.
De vereniging is georganiseerd in een dagelijks bestuur en diverse commissies. Daarnaast beschikt de vereniging over een wapenmeester en een wedstrijdsecretaris.

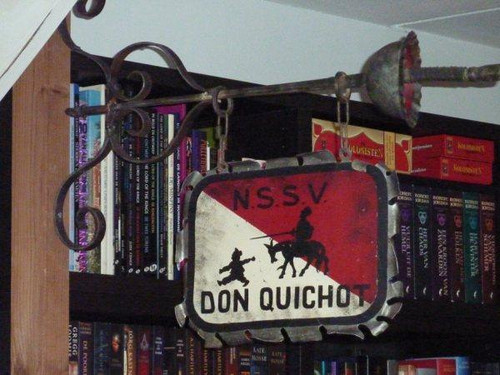
Uithangbord van N.S.S.V. Don Quichote met daarop afgebeeld de protagonisten uit het boek van Cervantes

## Resultaten
- Siebren Tigchelaar (Nederlands kampioen Herendegen 2003 en 2006[1]
- Claudia Bokel[2] (wereldkampioen Dames degen 2001, Europees Kampioen 2006 en met het Duitse dames degenteam: WK 2006 brons, OS 2004 zilver)
- Alexander Bloks Heren Degen Zilver NSK Tilburg 2003[3]
- Don Quichote Goud GNSK 2002 Enschede[4][5]
- Don Quichote Goud GNSK 2003 Groningen[6]
- Don Quichote Brons GNSK 2004 Tilburg[7]
- Don Quichote Goud GNSK 2005 Nijmegen[8]
- Don Quichote Goud GNSK 2006 Enschede[9]
- Marie-Christine Bochem, Goud Dames Floret NSK 2006-2007 Delft[10]
- Don Quichote Zilver GNSK 2007 Amsterdam[11]
- Alexander Bloks Goud Degen Heren, Marie-Christine Bochem Zilver Floret Dames, Rosamee Vallen Brons Degen Dames, NSK Wageningen 2007-2008[12]
- Don Quichote Brons Floret en Degen GNSK 2008 Delft[13]
- Don Quichote Zilver Heren Degen, Goud Dames Degen GNSK 2009 Groningen[14]
- Marie-Christine Bochem, 3e NK Senioren Dames Floret 2010[15]
- Don Quichote Goud Degen, Goud Floret GNSK 2010 Enschede[16]
- Don Quichote Goud Degen, Goud Floret GNSK 2011 Utrecht[17]
- Don Quichote Goud Degen, Goud Floret GNSK 2012 Eindhoven
- Don Quichote Zilver Degen, Goud Floret GNSK 2013 Nijmegen[18]
- Don Quichote Goud Degen, Zilver Floret GNSK 2014 Tilburg
- NSK 2015 Nijmegen: Ellen Obster Brons Dames Degen, Béla Roesink Zilver Heren Sabel
- Ellen Obster 45e EKu23 Italië
- Ellen Obster NISCup rankingkampioen Dames Degen 2015, René Lafleur NISCup rankingkampioen Heren Degen 2015
- Béla Roesink 2e NK Heren Sabel 2015[19]
- Don Quichote Brons Degen, Zilver Floret GNSK 2015 Amsterdam
- NSK 2016 Delft: Ellen Obster Goud Dames Degen, Jill Claessen Brons Dames Degen, Rieke Bande Brons Dames Degen, René Lafleur Brons Heren Degen, Ashley Ophorst Brons Dames Floret, Ellen Obster Brons Dames Sabel, Béla Roesink Zilver Heren Sabel
- Ellen Obster 42e dames degen EKu23 Bulgarije
- Ellen Obster NISCup rankingkampioen Dames Degen 2016, Ashley Ophorst NISCup rankingkampioen Dames Floret 2016
- Béla Roesink KNAScup rankingkampioen Heren Sabel 2016
- Béla Roesink 3e NK Heren Sabel 2016 [19]
- Don Quichote Goud Degen, Zilver Floret GNSK 2016 Groningen
- Don Quichote NK Equipe 2016: Brons Heren Sabel [19]
- NSK 2017 Wageningen: Ellen Obster Goud Dames Degen, Jill Claessen Brons Dames Degen, Demi Teheux Brons Dames Degen, Ashley Ophorst Brons Dames Floret, Bram Tjan Brons Heren Floret, Béla Roesink Goud Heren Sabel
- Béla Roesink 2e NK Senioren Heren Sabel 2016 [19]
- Jill Claessen NISCup rankingkampioen Dames Degen 2017
- Rafaël Tulen 2e NK Junioren Heren Degen 2017 [19]
- Don Quichote Goud Degen, Zilver Floret GNSK 2017 Eindhoven
- Don Quichote NK Equipe 2017: Brons Sabel Heren.[19]
- NSK 2018 Amsterdam: Mike Goedhart Goud Heren Sabel, Merlyse van Praet Zilver Dames Degen, Jill Claessen Brons Dames Degen, Nienke Flipsen Brons Dames Sabel, René Lafleur Brons Heren Degen, Amber Westerhoff Brons Dames Floret, Ashley Ophorst Brons Dames Floret
- Tim Vriens NISCup rankingkampioen Heren Sabel 2018, Ashley Ophorst NISCup rankingkampioen Dames Floret 2018
- Don Quichote Zilver degen GNSK 2018 Wageningen
- Don Quichote NK Equipe 2018: Zilver Dames Floret, Zilver Heren Sabel. Verenigingsklassement totale NK Equipe Don Quichote Zilver.[19]
- NSK 2019 Eindhoven: Ellen Obster, Goud Dames Degen, Ashley Ophorst, Goud Dames Floret, Tim Vriens, Zilver Heren Sabel, Krisztián Apor de Zalán Zilver Heren Degen, René Lafleur, Brons Heren Degen, Remco Vrinzen, Brons Heren Floret, Noah, Brons Heren Sabel.
- Ashley Ophorst, NISCup Rankingkampioen Dames Floret 2019
- Don Quichote Brons degen GNSK 2019 Amsterdam
- Don Quichote NK Equipe 2019 Brons Heren Sabel
- Don Quichote NK Equipe 2021 Brons Heren Sabel

## Toernooideelname en organisatie
Leden van Don Quichote zijn actief op recreatief, nationaal en internationaal wedstrijdniveau. Een van de belangrijkste toernooien binnen het studentenschermen in Nederland is het Groot Nederlands Studenten Kampioenschap (GNSK), waarbij schermen een van de vaste onderdelen is.
Tot enkele jaren terug organiseerde Don Quichote het Intercity Studenten Schermtoernooi Nijmegen. Dit was een wedstrijd specifiek gericht op studenten van alle Nederlandse universiteiten. Er werd geschermd op floret, degen en sabel, waarbij dames en heren gemengd schermden.
Tegenwoordig is dit toernooi verruild voor het Keizer Karel Toernooi, een jaarlijks toernooi waarbij nog steeds op zowel degen, floret als sabel geschermd wordt. Dit toernooi heeft een nationaal karakter en een grotere opzet.